# Tumorimmunologie
Die Tumorimmunologie oder Krebsimmunologie ist ein Teilgebiet der Immunologie. Sie beschäftigt sich mit den immunologischen Vorgängen, die an der Entstehung, dem Verlauf und der Abwehr, sowie der Bekämpfung von Tumoren beteiligt sind. Als Grundlage für die Tumorimmunologie gilt die von Paul Ehrlich sowie Lewis Thomas und Frank Macfarlane Burnet postulierte Theorie der Immunüberwachung von Tumoren. Sie geht davon aus, dass Veränderungen einer Zelle im Rahmen der Entstehung eines Tumors vom Immunsystem als fremd erkannt und angegriffen werden können.

## Geschichte
Die Tumorimmunologie begann mit Studien des New Yorker Chirurgen William Coley. Coley behandelte eine 17-jährige Sarkompatientin, die rasch an der Erkrankung starb und recherchierte daraufhin Sarkompatienten mit positivem Verlauf. Es fiel auf, dass es bei solchen Patienten oftmals nach einer fieberhaften Erkrankung zu einer Rückbildung des Tumors kam. Coley entwickelte darauf eine Bakterien-Mischung, das sogenannte Coley-Toxin und konnte darunter erfolgreiche Verläufe beobachten. Seine Tochter Helen Coley Nauts recherchierte die von ihrem Vater behandelten Patienten und publizierte die Fälle mit beeindruckenden Zahlen zu Remissionen und Langzeitüberleben. Die Versuche von Coley und seinen Nachfolgern gelten als der Beginn der Tumorimmunologie und der Immuntherapie bei Krebs.

## Tumor-Repopulation
Bestrahlt man Tumorzellen mit Röntgenstrahlen, ist ein Teil der Zellen so geschädigt, dass sie nicht mehr teilungsfähig sind und entweder sofort oder nach kurzer Zeit sterben. Ein anderer Anteil ist nur geringfügig oder gar nicht geschädigt und bleibt damit in der Lage, sich ohne Einschränkung zu vermehren. Der Anteil der jeweiligen Fraktionen ist von verschiedenen Parametern, wie der Strahlendosis, der Bestrahlungsart, der Bestrahlungsdauer und von den individuellen Eigenschaften der Zellen abhängig.
Über den Einfluss, den die toten Zellen auf das Wachstum der überlebenden Zellen haben, ist molekular wenig bekannt. Es sind verschiedene Mechanismen denkbar, wie die toten Zellen das Wachstum der überlebenden stimulieren. Genauso besteht die Möglichkeit, dass die toten Zellen das Wachstum der Überlebenden durch Toxine oder lokale Inflammation inhibieren (siehe auch Abscopaler Effekt).
Bereits 1956 wurden zwei verschiedene Tumorarten untersucht. Zum einen durch Kanzerogene verursachte und spontane Tumoren und andererseits Ehrlich-Ascites-Tumoren. Die soliden Tumoren wurden jeweils entnommen und in Kultur gebracht. Ein Teil der Zellen wurde mit Röntgenstrahlen in einer weit über der LD 50 liegenden Dosis bestrahlt. Die erste Gruppe der Mäuse erhielt nur tödlich geschädigte Zellen, hier war keine Tumorentstehung zu beobachten. Der zweiten Gruppe wurden nur lebende Zellen injiziert, der dritten Gruppe eine Mischung aus beidem. Vergleicht man jetzt die zweite und die dritte Gruppe miteinander, stellt man fest, dass die letal geschädigten Zellen großen stimulierenden Einfluss auf die lebenden Zellen ausüben. Am deutlichsten war dieser Effekt, wenn die Anzahl der lebenden Zellen im Vergleich zu den toten klein war. Hier waren die Latenzzeit der Tumorgenese und die Überlebensdauer der Tiere verkürzt.
Beim Ehrlich-Ascites-Tumor gab es differenzierte Ergebnisse. Injizierte man die gleiche Mischung, wie oben beschrieben, erhielt man dieselbe Stimulation des Wachstums. Injizierte man aber mit derselben Menge letal geschädigter Zellen nur eine sehr kleine Zahl (100) lebende Zellen, beobachtete man eine ausgeprägte Inhibition des Zellwachstums. 100 lebende Zellen alleine führten in allen Fällen zu progressivem Tumorwachstum, während die gleichzeitige Anwesenheit der geschädigten Zellen deren Entwicklung komplett verhinderte. Man könnte hier von einer aktiven Immunisierung gegen den immunologisch und genetisch fremden (allogenen) Tumor sprechen. Das führt zu einem unerwarteten Ergebnis bei nichtspezifischen Tumoren im genetisch fremden Empfänger: Behandlung, die nur einen Teil der Tumorzellen zerstört, kann zu Regression durch die Unterstützung der körpereigenen Immunabwehr führen.
Anders sieht es jedoch bei syngenen (genetisch identischen) Tumoren aus. Hier stimuliert eine partielle Zerstörung der Tumorzellen das Wachstum der überlebenden Zellen. Das kann auch die heftige, lokale Inflammation, mit der der Wirt reagiert nicht verhindern.